# Banque cantonale de Genève
La Banque cantonale de Genève (italiano: Banca cantonale di Ginevra) o BCGE è una delle 24 banche cantonali svizzere associate all'associazione delle banche cantonali svizzere. Essa è attiva nel canton Ginevra.
Il suo capitale è detenuto dalle autorità pubbliche ginevrine per il 72,6% (lo Stato di Ginevra detiene il 44,3%, la città di Ginevra il 20,9% e i comuni ginevrini il 7,4%). Il resto del capitale (27,4%) è negoziato alla SIX Swiss Exchange, dove è quotata la banca.
Il gruppo BCGE opera secondo il modello di banca universale: la sua clientela è composta sia da privati che da aziende. Le sue attività riguardano in particolare i servizi bancari correnti, il finanziamento ipotecario (ipoteca), il finanziamento di aziende ed enti pubblici, la gestione patrimoniale, le pensioni, il private banking e il finanziamento del commercio di materie prime.
Il gruppo ha filiali in Svizzera (Losanna, Zurigo, Basilea) e Francia (Lione, Annecy, Parigi), oltre a due uffici di rappresentanza a Dubai (dal 2010) e Hong Kong (sempre dal 2010). A Hong Kong, la banca rappresenta una eccezione nel panorama delle banche svizzere in quanto dal 2015 propone l'apertura di conti correnti in yuan.

## Storia
La Banque cantonale de Genève è stata fondata nel 1861. La BCGE è stata costituita nella sua forma attuale nel 1994 dalla fusione di Caisse d'Epargne de la République et Canton de Genève e Banque hypothécaire du Canton de Genève.  BCGE offre servizi con particolare attenzione alle piccole e medie imprese.  La banca offre anche la tradizionale gamma svizzera di servizi di gestione del portafoglio per clienti privati e istituzionali. La Banque Cantonale de Genève disponeva, fino alla fine del 2016, di una garanzia statale delle sue passività (limitata, per ogni cliente, fino a un massimo di CHF 500'000 per i conti correnti e a un massimo di CHF 1'500'000 per i risparmi previdenziali).
Nel 2013, la banca ha presentato un netto miglioramento della sua redditività e i suoi gestori hanno accettato di far parte del programma di regolarizzazione fiscale americano, volto ad aiutare il dipartimento di giustizia americano a indagare sulle frodi fiscali e bancarie, posizionandosi nella categoria 2. Tale categoria designava le banche non incriminate dalla giustizia degli Stati Uniti ma che contavano, tra i loro clienti, dei contribuenti americani; non si poteva dunque escludere l’ipotesi che questi ultimi avessero potuto violare il diritto tributario americano.

## Dati
Nel 2016 la banca ha totalmente contato 710 dipendenti e un valore azionario di 182,00 CHF.